# Suse Byk
Suse Byk (geboren als Susanne Sarah Wally Byk am 10. August 1884 in Berlin; gestorben am 10. September 1943 in Manhattan, New York City) war eine deutsche Fotografin. Nach dem Urteil ihrer Schülerin Liselotte Strelow war sie in den Zwanziger Jahren Berlins führende Porträtfotografin.

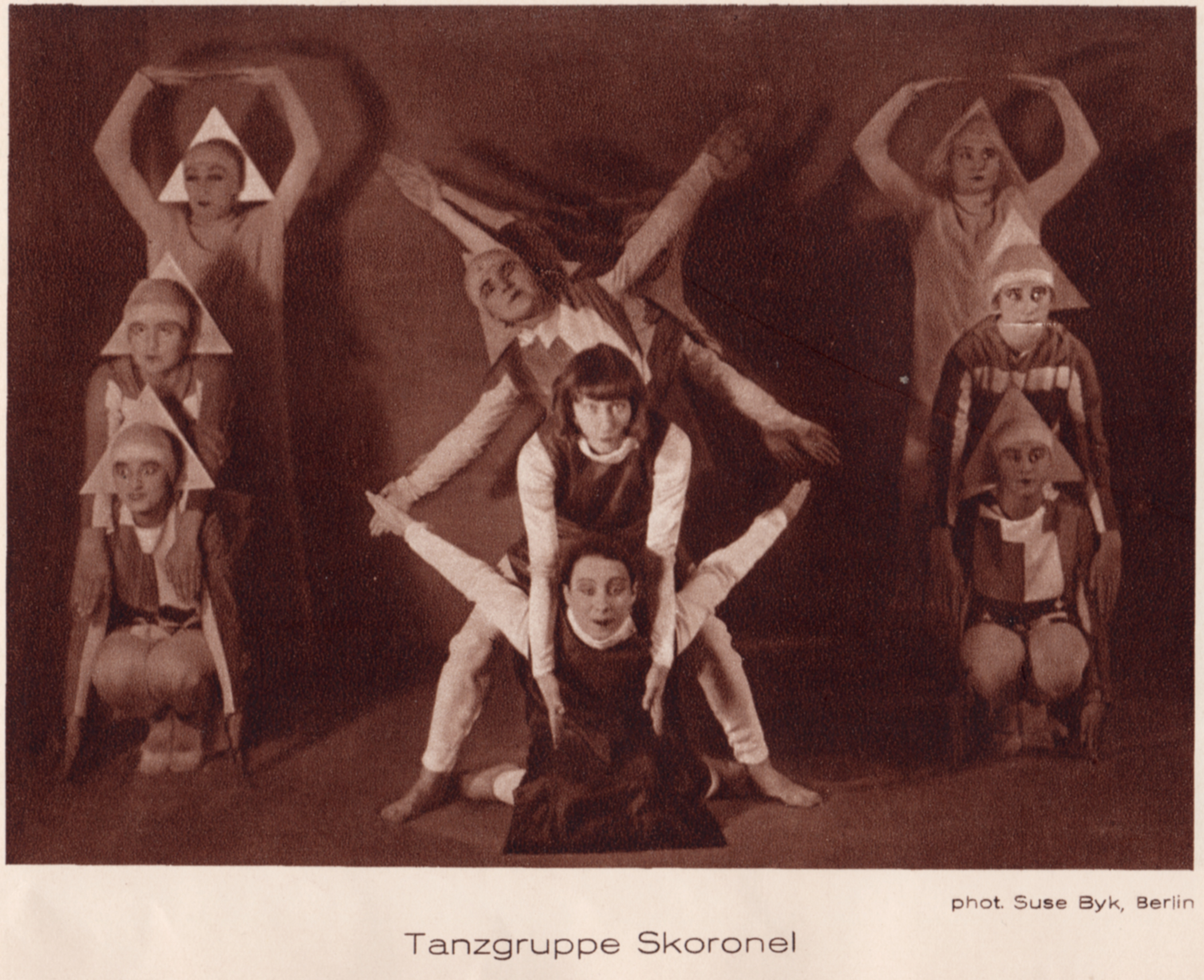
Tanztruppe Skoronel, Foto: Suse Byk, Berlin, 1920er Jahre

## Leben und Werk
Suse Byks Leben konnte trotz mehrfacher Versuche nur bruchstückhaft rekonstruiert werden. Das gilt auch für ihr fotografisches Werk, das nicht in einem oder mehreren Konvoluten erhalten ist, sondern es befinden sich nur Einzelstücke in verschiedenen Büchern, Sammlungen und Archiven.
Susanne (Suse) Byk wurde als Tochter des promovierten Chemikers und Fabrikanten Dr. Siegmund Byk (1856–1936, Bruder von Heinrich Byk), und seiner Frau Clara geboren. Clara Byk war eine Cousine ihres Ehemannes; sie verfasste eine Familiengeschichte und verstarb 1926 in Berlin. Dr. Siegmund Byk schied 1905 aus dem Vorstand der 1873 gegründeten Chemischen Fabrik Byk aus.
Suse Byk machte eine Lehre zur Fotografin, es wird vermutet, dass sie diese an der Lette-Schule absolvierte. Im Jahr 1910 wurde sie in den Photographischen Verein zu Berlin aufgenommen. Ein Fotoatelier unter ihrem Namen ist erstmals 1911 an der Privatadresse Siegmund Byks am Kurfürstendamm 14/15 im III. Stock nachweisbar, später übernahm sie das Studio von Ernst Sandau. 1913 nahm sie an der ersten „Konferenz für deutsche Fotografinnen“ in den Räumen des Berliner Frauenclubs teil, zu dem Zeitpunkt wurde sie als Fotografenmeisterin bezeichnet. 1919 eröffnete sie im Haus Kurfürstendamm 230 unter ihrem Namen ein „Atelier für photographische Portraits“, das sie bis 1938 führte. Ihr Vater Siegmund Byk unterstützte sie als Prokurist bei der Geschäftsführung. Die Fotografinnen Martha Maas und Lore Feininger begannen im Jahr 1916 bzw. 1919 ihre Fotografenlehre bei Suse Byk. Im Jahr 1929 beschäftigte Byk fünf Angestellte.
Im Januar 1927 heiratete sie den Journalisten und Schriftsteller Hellmuth Falkenfeld.
In Byks Studio wurden eine Reihe von Künstlerinnen, Künstlern und Wissenschaftlern Berlins der Zwanziger Jahre fotografiert. Byk hatte in den 1920er Jahren auch Aufträge für Modeaufnahmen für Illustrierte und sie arbeitete als Theaterfotografin für die Künstler der Städtischen Oper. 1926 erweiterte sie ihre Firmenbezeichnung um „Familien- und Filmaufnahmen“, da sie ab 1924 auch Filme von Kindern und Tieren für private Auftraggeber drehte. 1925 machte sie Rollenporträts und Filmaufnahmen der modernen Tänzerin und Pantomimin Valeska Gert. Neben Rollenporträts von Georg Groke als Kastschej im Feuervogel und von Rudolf von Laban und seiner Truppe sind auch Tanzfotografien u. a. von Niddy Impekoven, Gret Palucca, Hertha Feist, Lizzi Maudrik und ihrer Tanztruppe Maudrik, Vera Skoronel und der Skoronel-Trümpy-Gruppe erhalten. 1927 machte sie in ihrem Atelier ein Foto von Judith Kerr und ihrem Bruder Michael Kerr.
Byk blieb nach der Machtübergabe an die Nationalsozialisten 1933 in Berlin und arbeitete unter den Bedingungen des Antisemitismus weiter, wobei ihre Arbeit von den staatlichen Maßnahmen zunächst nicht direkt betroffen schien, da noch 1935 von ihr eine Arbeit veröffentlicht wurde. Unter dem politischen Druck auszuwandern gab sie 1938 auf und versuchte ihren Betrieb zu verkaufen.
Liselotte Strelow hatte in Byks Betrieb gelernt; sie arbeitete danach bei Kodak in Berlin. Strelow übernahm 1938 für den Arisierungspreis von 2.500 RM, die Hälfte der von Byk geforderten Summe, Betrieb und Wohnung und eröffnete am 1. Oktober 1938 das Atelier, das sie unter dem eingeführten Namen fortführte. Im Juli 1939 wurde die Firma Byk aus dem Handelsregister gelöscht. Das Atelier und das darin möglicherweise befindliche Fotoarchiv Byks wurden im Luftkrieg zerstört.
Am 19. Oktober 1938 emigrierten Suse und Hellmuth Falkenfeld nach London und von dort nach New York. Über die letzten Lebensjahre von Suse Falkenfeld-Byk ist nichts bekannt.

## Werk

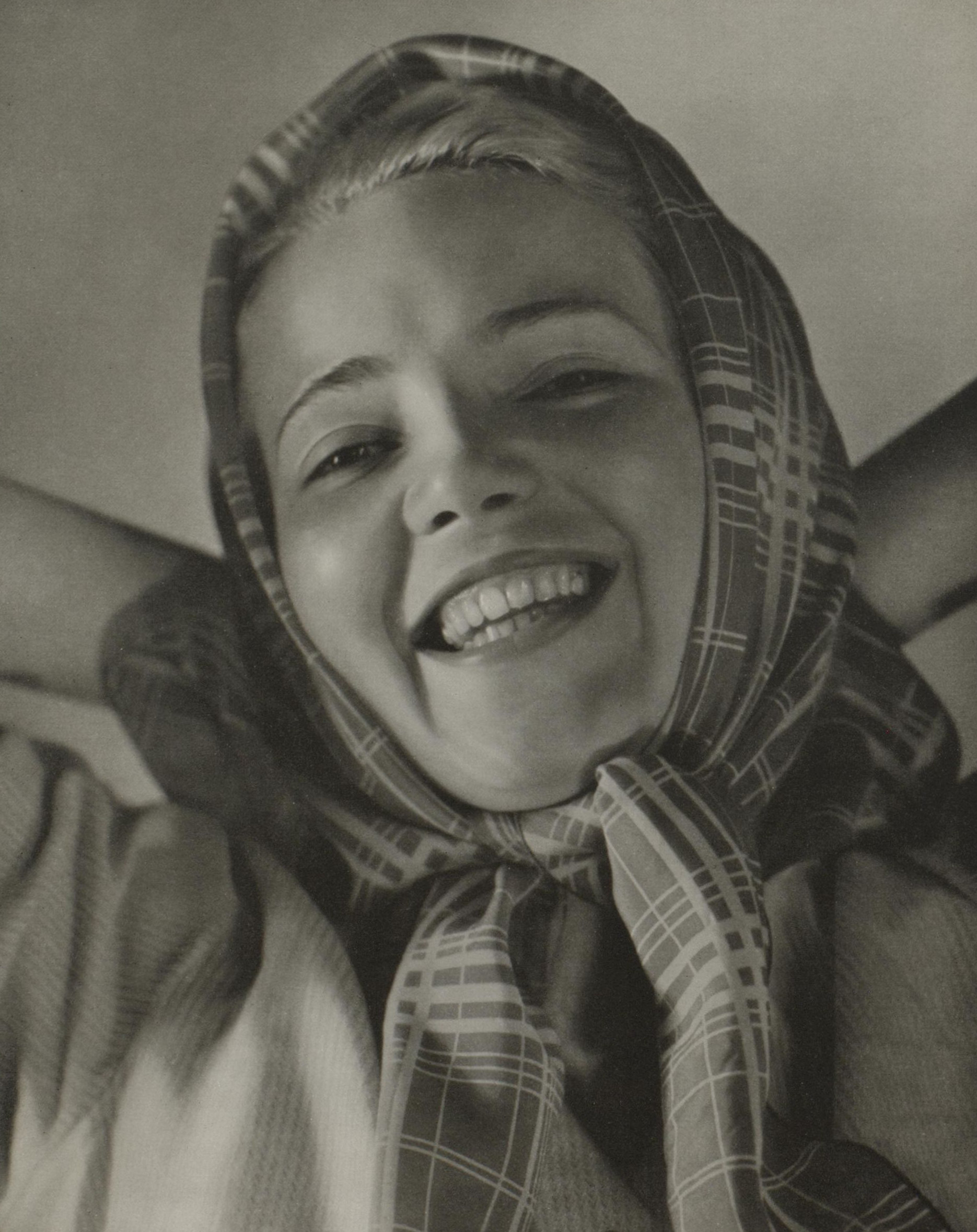
Porträt, um 1935

## Beteiligung an Ausstellungen (Auswahl)
- Internationale Ausstellung für Buchgewerbe und Graphik 1914
- Das Lichtbild, Internationale Ausstellung, München 1930

postum
- Menschen, Orte, Zeiten. Fotografie am Deutschen Historischen Museum, 2009, S. 353
- Klaus Honnef, Frank Weyers: Und sie haben Deutschland verlassen … müssen: Fotografen und ihre Bilder 1928–1997. Ausstellung Rheinisches Landesmuseum Bonn, 15. Mai bis 24. August 1997. Rheinisches Landesmuseum, Bonn 1997, S. 92

## Publikationen ihrer Fotos (Auswahl)
Etliche Fotos von Suse Byk wurden publiziert in folgenden Büchern:
- Böhme, Fritz: Tanzkunst. C. Dünnhaupt Verlag, Dessau 1926.
- Lämmel, Rudolf: Der moderne Tanz. Eine allgemeinverständliche Einführung in das Gebiet der Rhythmischen Gymnastik und des Neuen Tanzes. Peter J. Oestergaard Verlag, Berlin 1928.

## Schriften (Auswahl)
- Um das Porträt. In: Gebrauchsphotographie, Heft 5, 1933